# Jagodnik (województwo podkarpackie)
Jagodnik – wieś w Polsce położona w województwie podkarpackim, w powiecie kolbuszowskim, w gminie Cmolas.
W latach 1954–1972 wieś należała i była siedzibą władz gromady Jagodnik. W latach 1975–1998 miejscowość położona była w województwie rzeszowskim.
Nazwy części wsi (przysiółki): Górka, Kapłonka, Podszkole, Zastaw.
Wsie sąsiadujące: Trzęsówka, Hadykówka, Cmolas, Ostrowy Tuszowskie, Ostrowy Baranowskie.
Nazwy obiektów fizjograficznych:
- pole - Poręba, Pstrągów, Maziarka,
- rzeka - Jamnica,
- zagajnik - Potok.

## Opis miejscowości
Jagodnik jest wsią rozrzuconą wśród pól, z występującymi gdzieniegdzie małymi obszarami leśnymi, oraz oczkami wodnymi, na terenie płaskowyżu kolbuszowskiego, leżącego w obrębie dawnej Puszczy Sandomierskiej. Zajmuje 500 hektarów powierzchni. Położona jest ona na trzech niedużych "górkach", a także między nimi, oraz w pobliżu niezbyt głębokiej doliny U-kształtnej w której przepływa mała i płytka rzeka Jamnica. 
"Górki" to niewielkie wyniesienia nad terenem z których roztacza się widok na okolicę.
Ziemia na obszarze miejscowości nie jest żyzna - gleba piaskowa i gliniasta. Uprawia się głównie ziemniaki oraz zboże (żyto) na potrzeby własne. Hodowla bydła - krów - nieznaczna. Występują łąki i pastwiska o małym obszarze. Po opadach deszczu ich teren jest długo nasiąknięty wodą. Coraz większy udział ugorów. Następuje rozprzestrzenianie się brzozy.
Obszary leśne małe, rozrzucone; drzewostan sosnowo-brzozowy z domieszką dębu. Spośród dzikich zwierząt można tu wypatrzyć lisy, zające i sarny. Sporadycznie daje się zaobserwować dzika. Wśród ptactwa nieudomowionego na uwagę zasługują bażanty - ich liczba jest coraz większa, a także bociany i jastrzębie.
Gospodarstwa domowe bardzo małe. Liczba mieszkańców, jak na obszar woj. podkarpackiego, mała - około 490. Zabudowa najbardziej zwarta jedynie wzdłuż drogi przy budynku szkolnym. We wsi znajduje się niepubliczne przedszkole "Jagódka", niepubliczna szkoła podstawowa dla klas 1-3 w murowanym odnowionym dawnym budynku szkoły, z placem zabaw; remiza strażacka OSP z wozem strażackim; jeden sklep spożywczo-przemysłowy, a także były budynek zlewni mleczarskiej. Kościół parafialny znajduje się w sąsiedniej miejscowości - Trzęsówce.
Wieś jest zelektryfikowana, ma sieć gazową i wodociągową oraz jest skanalizowana. Drogi dojazdowe są nowo wyasfaltowane, podobnie jak ważniejsze drogi wewnętrzne, biegnące przez wieś. We wsi działa Stowarzyszenie Rozwoju Wsi "Nasza Wieś".
Na terenie Jagodnika swoją osadę posiadały już około 1200 lat przed naszą erą ludy kultury łużyckiej. W czasach coraz głębszego zajmowania puszczy sandomierskiej - XV-XVI w. - procesy osadnicze na tym terenie były bardzo dynamiczne i złożone. Powstawały nowe niewielkie wsie - należące do kultury lasowiackiej. Życie mieszkańców było związane z naturą i lasem, ludność wsi specjalizowała się w bednarstwie. W 1788 r. miejscowość Jagodnik zostaje włączona do nowo powstałej parafii w Trzęsówce.
Z Jagodnika pochodzi m.in. o. Jan Mazur - paulin, należący do klasztoru Na Skałce w Krakowie; emerytowany profesor Uniwersytetu Papieskiego Jana Pawła II w Krakowie (UPJPII); aktualnie wykładowca katolickiej nauki społecznej w paulińskim i franciszkańskim WSD; w latach 2003-2011 profesor nadzwyczajny Katolickiego Uniwersytetu Lubelskiego Jana Pawła II, zaś w latach 2011-2021 profesor uczelniany  UPJPII (kierownik Katedry Polityki Społecznej na Wydziale Nauk Społecznych).